# Лауреаты Государственной премии Украины в области науки и техники (1999)
Лауреаты Государственной премии Украины в области науки и техники 1999 года — перечень награждённых государственной награды Украины, присужденной в 1999 году за достижения в науке и технике.
На 1999 год размер государственной премии Украины в области науки и техники составил двадцать пять тысяч гривен каждая.

## История
Президент Украины Леонид Кучма подписал Указ № 1513/99 от 1 декабря 1999 года «О присуждении Государственных премий Украины в области науки и техники 1999 года».
Предварительно произошло представление Комитета по Государственным премиям Украины в области науки и техники будущих лауреатов.

## Лауреаты
| премированная работа | лауреаты                                        | Коротко о лауреате |
| --- | ----------------------------------------------- | --- |
| За учебник «Теория металлургических процессов», Киев: Випол, 1997 | Баптизманский, Вадим Ипполитович (посмертно)    | член-корреспондент Национальной академии наук Украины |
| За учебник «Теория металлургических процессов», Киев: Випол, 1997 | Шифрин, Эдуард Владимирович                     | кандидат технических наук, генеральный директор Midland resources UK Limited |
| За учебник «Теория металлургических процессов», Киев: Випол, 1997 | Симонов, Виталий Константинович                 | кандидат технических наук, доцент Государственной металлургической академии Украины |
| За учебник «Теория металлургических процессов», Киев: Випол, 1997 | Костелов, Олег Леонидович                       | кандидат технических наук, доцент Государственной металлургической академии Украины |
| За учебник «Теория металлургических процессов», Киев: Випол, 1997 | Шифрин, Владимир Мусиевич                       | доктор технических наук, профессор Государственной металлургической академии Украины |
| За учебник «Теория металлургических процессов», Киев: Випол, 1997 | Яковлев, Юрий Николаевич                        | доктор технических наук, профессор Государственной металлургической академии Украины |
| За учебник «Теория металлургических процессов», Киев: Випол, 1997 | Охотский, Виктор Борисович                      | доктор технических наук, профессор Государственной металлургической академии Украины |
| За учебник «Теория металлургических процессов», Киев: Випол, 1997 | Кучер, Анатолий Гурьевич                        | доктор технических наук, профессор Государственной металлургической академии Украины |
| За учебник «Теория металлургических процессов», Киев: Випол, 1997 | Ковалёв, Дмитрий Арсентьевич                    | доктор технических наук, профессор Государственной металлургической академии Украины |
| За учебник «Теория металлургических процессов», Киев: Випол, 1997 | Тараканов, Аркадий Константинович               | доктор технических наук, заведующий кафедрой государственной металлургической академии Украины                                                                                           |
| «За цикл учебников: „Общая теория подготовки спортсменов, в олимпийских спорте“, М.: Олимпийская литература, 1997; „Олимпийский спорт“, кн.1, 2, к.: Олимпийская литература, Киев. 1 −1994, кн.2 −1997»         | Платонов, Владимир Николаевич                   | доктор педагогических наук, ректор Национального университета физического воспитания и спорта Украины                                                                                    |
| «За разработку теоретических основ, и широкомасштабное внедрение способа повышения свойств конструкционных сталей микролегированиям порошковыми проволоками с высокоактивными элементами»                       | Ларионов, Александр Алексеевич                  | заместитель технического директора открытого акционерного общества «Металлургический комбинат имени Ильича»                                                                              |
| «За разработку теоретических основ, и широкомасштабное внедрение способа повышения свойств конструкционных сталей микролегированиям порошковыми проволоками с высокоактивными элементами»                       | Бойко, Владимир Семёнович                       | генеральный директор открытого акционерного общества «Металлургический комбинат имени Ильича»                                                                                            |
| «За разработку теоретических основ, и широкомасштабное внедрение способа повышения свойств конструкционных сталей микролегированиям порошковыми проволоками с высокоактивными элементами»                       | Сахно, Валерий Александрович                    | генеральный директор открытого акционерного общества "Металлургический комбинат «Азовсталь»                                                                                              |
| «За разработку теоретических основ, и широкомасштабное внедрение способа повышения свойств конструкционных сталей микролегированиям порошковыми проволоками с высокоактивными элементами»                       | Носоченко, Олег Васильевич                      | доктор технических наук, заместитель технического директора открытого акционерного общества "Металлургический комбинат «Азовсталь»                                                       |
| «За разработку теоретических основ, и широкомасштабное внедрение способа повышения свойств конструкционных сталей микролегированиям порошковыми проволоками с высокоактивными элементами»                       | Титиевский, Владимир Маркович                   | технический директор открытого акционерного общества "Завод «Универсальное оборудование», город Донецк                                                                                   |
| «За разработку теоретических основ, и широкомасштабное внедрение способа повышения свойств конструкционных сталей микролегированиям порошковыми проволоками с высокоактивными элементами»                       | Дюдкин, Дмитрий Александрович                   | доктор технических наук, заместитель технического директора открытого акционерного общества «Завод „Универсальное оборудование“», город Донецк                                           |
| «За разработку теоретических основ, и широкомасштабное внедрение способа повышения свойств конструкционных сталей микролегированиям порошковыми проволоками с высокоактивными элементами»                       | Бать, Сергей Юрьевич                            | кандидат технических наук, заместитель генерального директора открытого акционерного общества «Завод „Универсальное оборудование“», город Донецк                                         |
| «За разработку теоретических основ, и широкомасштабное внедрение способа повышения свойств конструкционных сталей микролегированиям порошковыми проволоками с высокоактивными элементами»                       | Троцан, Анатолий Иванович                       | доктор технических наук, заведующий отделом Институт проблем материаловедения имени И. Н. Францевича                                                                                     |
| «За разработку теоретических основ, и широкомасштабное внедрение способа повышения свойств конструкционных сталей микролегированиям порошковыми проволоками с высокоактивными элементами»                       | Позняк, Леонид Александрович                    | член-корреспондент Национальной академии наук Украины, заместитель директора Института проблем материаловедения имени И. М. Францевича НАН Украины                                       |
| «За разработку теоретических основ, и широкомасштабное внедрение способа повышения свойств конструкционных сталей микролегированиям порошковыми проволоками с высокоактивными элементами»                       | Походня, Игорь Константинович                   | академик Национальной академии наук Украины, руководитель отдела, Институт электросварки имени Евгения Патона НАН Украины                                                                |
| «За создание и внедрение комплекса машин и оборудования для механизации погрузочно-разгрузочных работ сахарной свеклы в сахарной промышленности»                                                                | Новиков, Василий Александрович (посмертно)      | кандидат технических наук |
| «За создание и внедрение комплекса машин и оборудования для механизации погрузочно-разгрузочных работ сахарной свеклы в сахарной промышленности»                                                                | Коркач, Иван Петрович                           | начальник цеха арендного предприятия «Яготинский сахарный завод», Киевская область |
| «За создание и внедрение комплекса машин и оборудования для механизации погрузочно-разгрузочных работ сахарной свеклы в сахарной промышленности»                                                                | Кузнецов, Юрий Алексеевич                       | заведующий отделом Смелянского специализированного конструкторского бюро научно-производственного объединения"сахар"                                                                     |
| «За создание и внедрение комплекса машин и оборудования для механизации погрузочно-разгрузочных работ сахарной свеклы в сахарной промышленности»                                                                | Гавва, Виктор Маркович                          | заместитель директора Государственного научно-инженерного центра сварки и контроля в области атомной энергетики Украины                                                                  |
| «За создание и внедрение комплекса машин и оборудования для механизации погрузочно-разгрузочных работ сахарной свеклы в сахарной промышленности»                                                                | Кузнецова, Людмила Александровна                | старший научный сотрудник Украинского научно-исследовательского института сахарной промышленности                                                                                        |
| «За создание и внедрение комплекса машин и оборудования для механизации погрузочно-разгрузочных работ сахарной свеклы в сахарной промышленности»                                                                | Марочко, Иван Александрович                     | заведующий отделом Украинского научно-исследовательского института сахарной промышленности                                                                                               |
| «За создание и внедрение комплекса машин и оборудования для механизации погрузочно-разгрузочных работ сахарной свеклы в сахарной промышленности»                                                                | Шкурин, Евгений Андреевич                       | главный конструктор открытого акционерного общества «Красиловский машиностроительный завод», Хмельницкая область                                                                         |
| «За создание и внедрение комплекса машин и оборудования для механизации погрузочно-разгрузочных работ сахарной свеклы в сахарной промышленности»                                                                | Плахотный, Александр Михайлович                 | председателю правления закрытого акционерного общества « Калиновское», Винницкая область                                                                                                 |
| «За создание и внедрение комплекса машин и оборудования для механизации погрузочно-разгрузочных работ сахарной свеклы в сахарной промышленности»                                                                | Бойчук, Георгий Павлович                        | главный конструктор закрытого акционерного общества «Калиновское», Винницкая область |
| «За цикл научных работ по теории породообразования в животноводстве» | Ефименко, Михаил Яковлевич                      | доктор сельскохозяйственных наук, директор Института разведения и генетики животных, Киевская область                                                                                    |
| «За цикл научных работ по теории породообразования в животноводстве» | Буркат, Валерий Петрович                        | доктор сельскохозяйственных наук, вице-президент Украинской академии аграрных наук |
| «За цикл научных работ по теории породообразования в животноводстве» | Зубец, Михаил Васильевич                        | доктор сельскохозяйственных наук, президент Украинской академии аграрных наук |
| «За цикл научных работ по теории породообразования в животноводстве» | Баньковский, Бронислав Владимирович (посмертно) | доктор сельскохозяйственных наук |
| «За цикл научных работ по теории породообразования в животноводстве» | Хаврук, Александр Фёдорович (посмертно)         | доктор сельскохозяйственных наук |
| «За цикл научных работ по теории породообразования в животноводстве» | Польская, Прасковья Ивановна                    | доктор сельскохозяйственных наук, заведующий отделом Института животноводства степных районов, им. М. Ф. Иванова «Аскания-Нова»                                                          |
| «За цикл научных работ по теории породообразования в животноводстве» | Рыбак, Валентин Павлович                        | доктор сельскохозяйственных наук, директор Института свиноводства, город Полтава |
| «За цикл трудов, „Иммунобиология тимусу, его роль в регуляции иммуногенезу, получения и возможности использования препаратов, тимуса (вилочковой железы)“»                                                      | Пинчук, Вадим Григорьевич (посмертно)           | академик Национальной академии наук Украины |
| «За цикл трудов, „Иммунобиология тимусу, его роль в регуляции иммуногенезу, получения и возможности использования препаратов, тимуса (вилочковой железы)“»                                                      | Безвершенко, Иван Андреевич (посмертно)         | доктор медицинских наук |
| «За цикл трудов, „Иммунобиология тимусу, его роль в регуляции иммуногенезу, получения и возможности использования препаратов, тимуса (вилочковой железы)“»                                                      | Чеботарев Владимир Фёдорович                    | доктор медицинских наук, руководитель лаборатории Института эндокринологии и обмен веществ имени В. П. П. Комиссаренко                                                                   |
| «За цикл трудов, „Иммунобиология тимусу, его роль в регуляции иммуногенезу, получения и возможности использования препаратов, тимуса (вилочковой железы)“»                                                      | Никольский Игорь Сергеевич                      | доктор медицинских наук, заведующий лабораторией Украинского научного гигиенического центра                                                                                              |
| «За цикл трудов, „Иммунобиология тимусу, его роль в регуляции иммуногенезу, получения и возможности использования препаратов, тимуса (вилочковой железы)“»                                                      | Барабой Вилен Абрамович                         | доктор медицинских наук, заведующий лабораторией Украинского научно-исследовательского института онкологии и радиологии                                                                  |
| «За цикл трудов, „Иммунобиология тимусу, его роль в регуляции иммуногенезу, получения и возможности использования препаратов, тимуса (вилочковой железы)“»                                                      | Гриневич, Юрий Акимович                         | доктор медицинских наук, заместитель директора Украинского научно-исследовательского института онкологии и радиологии                                                                    |
| «За цикл трудов, „Иммунобиология тимусу, его роль в регуляции иммуногенезу, получения и возможности использования препаратов, тимуса (вилочковой железы)“»                                                      | Бутенко, Геннадий Михайлович                    | член-корреспондент Национальной академии наук Украины, заместитель директора Института геронтологии                                                                                      |
| «За теоретические основы, экологические аспекты, практику переработки и использования отходов металлургической, горнорудной и химической промышленности в строительстве и производстве строительных материалов» | Глуховский, Виктор Дмитриевич (посмертно)       | доктор технических наук |
| «За теоретические основы, экологические аспекты, практику переработки и использования отходов металлургической, горнорудной и химической промышленности в строительстве и производстве строительных материалов» | Зильберман, Александр Юрьевич                   | начальник цеха открытого акционерного общества «Никопольский завод ферросплавов» |
| «За теоретические основы, экологические аспекты, практику переработки и использования отходов металлургической, горнорудной и химической промышленности в строительстве и производстве строительных материалов» | Неведомский, Владимир Алексеевич                | кандидат технических наук, начальник цеха открытого акционерного общества «Никопольский завод ферросплавов»                                                                              |
| «За теоретические основы, экологические аспекты, практику переработки и использования отходов металлургической, горнорудной и химической промышленности в строительстве и производстве строительных материалов» | Головко, Анатолий Иванович                      | заместитель председателя правления открытого акционерного общества «Никопольский завод ферросплавов»                                                                                     |
| «За теоретические основы, экологические аспекты, практику переработки и использования отходов металлургической, горнорудной и химической промышленности в строительстве и производстве строительных материалов» | Бондаренко, Галина Николаевна                   | кандидат технических наук, заведующий лабораторией открытого акционерного общества «Днепропетровский научно-исследовательский институт строительного производства»                       |
| «За теоретические основы, экологические аспекты, практику переработки и использования отходов металлургической, горнорудной и химической промышленности в строительстве и производстве строительных материалов» | Никифоров, Алексей Петрович                     | доктор технических наук, первый заместитель председателя правления открытого акционерного общества «Днепропетровский научно-исследовательский институт строительного производства»       |
| «За теоретические основы, экологические аспекты, практику переработки и использования отходов металлургической, горнорудной и химической промышленности в строительстве и производстве строительных материалов» | Борисовский, Владимир Захарович                 | президент Союз строителей Украины |
| «За теоретические основы, экологические аспекты, практику переработки и использования отходов металлургической, горнорудной и химической промышленности в строительстве и производстве строительных материалов» | Кривенко, Павел Васильевич                      | доктор технических наук, проректор Киевского Национального университета строительства и архитектуры                                                                                      |
| «За теоретические основы, экологические аспекты, практику переработки и использования отходов металлургической, горнорудной и химической промышленности в строительстве и производстве строительных материалов» | Щербак, Святослав Андреевич                     | кандидат технических наук, докторант Приднепровской государственной академии строительства и архитектуры                                                                                 |
| «За теоретические основы, экологические аспекты, практику переработки и использования отходов металлургической, горнорудной и химической промышленности в строительстве и производстве строительных материалов» | Большаков, Владимир Иванович                    | доктор технических наук, ректор Приднепровской государственной академии строительства и архитектуры                                                                                      |
| «За разработку теоретических основ, технологии и оборудования производства кальцинированной соды и создание промышленного комплекса Крымского содового завода»                                                  | Наталич Валерий Сергеевич                       | главный конструктор специального конструкторского бюро открытого акционерного общества «Сумское машиностроительное научно-производственное объединение имени Н. В Фрунзе»                |
| «За разработку теоретических основ, технологии и оборудования производства кальцинированной соды и создание промышленного комплекса Крымского содового завода»                                                  | Куницын, Сергей Владимирович                    | председатель Совета Министров, Автономной Республики Крым |
| «За разработку теоретических основ, технологии и оборудования производства кальцинированной соды и создание промышленного комплекса Крымского содового завода»                                                  | Товажнянский, Леонид Леонидович                 | доктор технических наук, проректор Харьковского государственного политехнического университета                                                                                           |
| «За разработку теоретических основ, технологии и оборудования производства кальцинированной соды и создание промышленного комплекса Крымского содового завода»                                                  | Заразилов, Иван Степанович                      | заведующий отделом Государственного научно-исследовательского и проектного института основной химии Министерство промышленной политики Министерства промышленной политики Украины        |
| «За разработку теоретических основ, технологии и оборудования производства кальцинированной соды и создание промышленного комплекса Крымского содового завода»                                                  | Фрумин, Виталий Мусиевич                        | кандидат технических наук, заведующий лабораторией Государственного научно-исследовательского и проектного института основной химии Министерства промышленной политики Украины           |
| «За разработку теоретических основ, технологии и оборудования производства кальцинированной соды и создание промышленного комплекса Крымского содового завода»                                                  | Зозуля, Александр Фёдорович                     | доктор технических наук, главный инженер Государственного научно-исследовательского и проектного института основной химии Министерства промышленной политики Украины                     |
| «За разработку теоретических основ, технологии и оборудования производства кальцинированной соды и создание промышленного комплекса Крымского содового завода»                                                  | Молчанов, Владимир Иванович                     | кандидат технических наук, директор Государственного научно-исследовательского и проектного института основной химии Министерства промышленной политики Украины                          |
| «За разработку теоретических основ, технологии и оборудования производства кальцинированной соды и создание промышленного комплекса Крымского содового завода»                                                  | Зайцев, Иван Дмитриевич (посмертно)             | доктор технических наук |
| «За разработку теоретических основ, технологии и оборудования производства кальцинированной соды и создание промышленного комплекса Крымского содового завода»                                                  | Ткач, Григорий Анатольевич (посмертно)          | доктор технических наук |
| «За разработку теоретических основ, технологии и оборудования производства кальцинированной соды и создание промышленного комплекса Крымского содового завода»                                                  | Гильманов, Фаат Сулейманович                    | начальник участка открытого акционерного общества «Крымский содовый завод» |
| «За цикл научных работ „Органические поражения нервной системы у детей. Разработка и внедрение в практику новых методов, диагностики, лечения, профилактики, медицинской реабилитации и социальной адаптации“»  | Перфилов, Александр Петрович                    | кандидат медицинских наук, руководитель отделения Института педиатрии, акушерства и гинекологии                                                                                          |
| «За цикл научных работ „Органические поражения нервной системы у детей. Разработка и внедрение в практику новых методов, диагностики, лечения, профилактики, медицинской реабилитации и социальной адаптации“»  | Богатырёва, Раиса Васильевна                    | кандидат медицинских наук, Министр здравоохранения Украины |
| «За цикл научных работ „Органические поражения нервной системы у детей. Разработка и внедрение в практику новых методов, диагностики, лечения, профилактики, медицинской реабилитации и социальной адаптации“»  | Прус, Валентин Петрович                         | кандидат медицинских наук, главный врач детского санатория «Хаджибей», Одесская область                                                                                                  |
| «За цикл научных работ „Органические поражения нервной системы у детей. Разработка и внедрение в практику новых методов, диагностики, лечения, профилактики, медицинской реабилитации и социальной адаптации“»  | Ненько, Анатолий Михайлович                     | кандидат медицинских наук, начальник Евпаторийского детского клинического санатория Министерство обороны Украины Министерства обороны Украины                                            |
| «За цикл научных работ „Органические поражения нервной системы у детей. Разработка и внедрение в практику новых методов, диагностики, лечения, профилактики, медицинской реабилитации и социальной адаптации“»  | Курак, Юрий Львович                             | доктор медицинских наук, заведующий кафедрой Одесского государственного медицинского университета                                                                                        |
| «За цикл научных работ „Органические поражения нервной системы у детей. Разработка и внедрение в практику новых методов, диагностики, лечения, профилактики, медицинской реабилитации и социальной адаптации“»  | Мартынюк, Владимир Юрьевич                      | кандидат медицинских наук, директор Украинского медицинского центра реабилитации детей с органическими поражениями нервной системы                                                       |
| «За цикл научных работ „Органические поражения нервной системы у детей. Разработка и внедрение в практику новых методов, диагностики, лечения, профилактики, медицинской реабилитации и социальной адаптации“»  | Евтушенко, Станислав Константинович             | доктор медицинских наук, заведующий кафедрой Донецкого государственного медицинского университета имени М. Горького                                                                      |
| «За цикл научных работ „Органические поражения нервной системы у детей. Разработка и внедрение в практику новых методов, диагностики, лечения, профилактики, медицинской реабилитации и социальной адаптации“»  | Волошина, Наталья Петровна                      | доктор медицинских наук, доцент Харьковского государственного медицинского университета                                                                                                  |
| «За цикл научных работ „Органические поражения нервной системы у детей. Разработка и внедрение в практику новых методов, диагностики, лечения, профилактики, медицинской реабилитации и социальной адаптации“»  | Шестопалова, Людмила Фёдоровна                  | доктор психологических наук, руководитель отдела Украинского научно-исследовательского института клинической и экспериментальной неврологии и психиатрии                                 |
| «За цикл научных работ „Органические поражения нервной системы у детей. Разработка и внедрение в практику новых методов, диагностики, лечения, профилактики, медицинской реабилитации и социальной адаптации“»  | Козявкин, Владимир Ильич                        | доктор медицинских наук, директор Института проблем медицинской реабилитации, город Львов                                                                                                |
| «За цикл научных работ „Закономерности и аномальные явления в ядерных процессах“» | Кузниченко, Анатолий Васильевич                 | кандидат физико-математических наук, заведующий лабораторией Харьковского государственного университета                                                                                  |
| «За цикл научных работ „Закономерности и аномальные явления в ядерных процессах“» | Мазур, Владимир Михайлович                      | доктор физико-математических наук, ведущий научный сотрудник Института электронной физики НАН Украины                                                                                    |
| «За цикл научных работ „Закономерности и аномальные явления в ядерных процессах“» | Слабоспицкий, Ростислав Павлович                | доктор физико-математических наук, заместитель директора Национального научного центра «Харьковский физико-технический институт»                                                         |
| «За цикл научных работ „Закономерности и аномальные явления в ядерных процессах“» | Павленко, Юрий Николаевич                       | кандидат физико-математических наук, старший научный сотрудник научного центра Институт ядерных исследований НАН Украины                                                                 |
| «За цикл научных работ „Закономерности и аномальные явления в ядерных процессах“» | Кибкал, Юрий Васильевич                         | доктор физико-математических наук, ведущий научный сотрудник научного центра Институт ядерных исследований НАН Украины                                                                   |
| «За цикл научных работ „Закономерности и аномальные явления в ядерных процессах“» | Заика, Николай Иванович                         | доктор физико-математических наук, заведующий отделом научного центра Институт ядерных исследований НАН Украины                                                                          |
| «За цикл научных работ „Закономерности и аномальные явления в ядерных процессах“» | Желтоножский, Виктор Александрович              | доктор физико-математических наук, заведующий лабораторией научного центра Институт ядерных исследований НАН Украины                                                                     |
| «За цикл научных работ „Закономерности и аномальные явления в ядерных процессах“» | Тришин, Владимир Васильевич                     | кандидат физико-математических наук, заместитель директора научного центра Институт ядерных исследований НАН Украины                                                                     |
| «За цикл научных работ „Закономерности и аномальные явления в ядерных процессах“» | Немец, Олег Фёдорович                           | академик Национальной академии наук Украины, заведующий отделом научного центра Институт ядерных исследований НАН Украины                                                                |
| «За цикл научных работ „Закономерности и аномальные явления в ядерных процессах“» | Вишневский, Иван Николаевич                     | академик Национальной академии наук Украины, директор научного центра «Институт ядерных исследований» НАН Украины                                                                        |
| «За создание высокоэффективных эколого-ориентированных технологий добычи полезных ископаемых на основе управления состоянием горного массива и внедрение их на карьерах Украины»                                | Шапарь, Аркадий Григорьевич                     | доктор технических наук, директор Института проблем природопользования и экологии НАН Украины                                                                                            |
| «За создание высокоэффективных эколого-ориентированных технологий добычи полезных ископаемых на основе управления состоянием горного массива и внедрение их на карьерах Украины»                                | Панчошный, Николай Максимович                   | кандидат технических наук, бывший генеральный директор-председатель правления открытого акционерного общества «Северный горно-обогатительный комбинат»                                   |
| «За создание высокоэффективных эколого-ориентированных технологий добычи полезных ископаемых на основе управления состоянием горного массива и внедрение их на карьерах Украины»                                | Сокол, Александр Михайлович                     | кандидат технических наук, генеральный директор дочернего предприятия «Вольногорский государственный горно-металлургический комбинат»                                                    |
| «За создание высокоэффективных эколого-ориентированных технологий добычи полезных ископаемых на основе управления состоянием горного массива и внедрение их на карьерах Украины»                                | Мартыненко, Владимир Петрович                   | кандидат технических наук, председателю совета ООО «Научно-производственное предприятие „Укргорвзрывпром“»                                                                               |
| «За создание высокоэффективных эколого-ориентированных технологий добычи полезных ископаемых на основе управления состоянием горного массива и внедрение их на карьерах Украины»                                | Надточенко, Николай Михайлович                  | кандидат технических наук, начальник главного управления Министерства промышленной политики Украины                                                                                      |
| «За создание высокоэффективных эколого-ориентированных технологий добычи полезных ископаемых на основе управления состоянием горного массива и внедрение их на карьерах Украины»                                | Ткачук Константин Нифонтович                    | доктор технических наук, директор Национального научно-исследовательского института охраны труда                                                                                         |
| «За создание высокоэффективных эколого-ориентированных технологий добычи полезных ископаемых на основе управления состоянием горного массива и внедрение их на карьерах Украины»                                | Дриженко, Анатолий Юрьевич                      | доктор технических наук, профессор Национальной горной академии Украины |
| «За создание высокоэффективных эколого-ориентированных технологий добычи полезных ископаемых на основе управления состоянием горного массива и внедрение их на карьерах Украины»                                | Храпко, Олег Иванович                           | кандидат технических наук, профессор Криворожского технического университета |
| «За создание высокоэффективных эколого-ориентированных технологий добычи полезных ископаемых на основе управления состоянием горного массива и внедрение их на карьерах Украины»                                | Бызов, Владимир Фёдорович                       | доктор технических наук, ректор Криворожского технического университета |
| «За создание высокоэффективных эколого-ориентированных технологий добычи полезных ископаемых на основе управления состоянием горного массива и внедрение их на карьерах Украины»                                | Полищук, Сергей Зиновьевич                      | доктор технических наук, заведующий отделом Института проблем природопользования и экологии НАН Украины                                                                                  |
| «За разработку научных основ, и средств повышения энергетической эффективности и их внедрения в системах управления снабжением и использованием электроэнергии, природного газа и тепла»                        | Буцьо, Зиновий Юрьевич                          | главный консультант Комитета Верховной Рады Украины |
| «За разработку научных основ, и средств повышения энергетической эффективности и их внедрения в системах управления снабжением и использованием электроэнергии, природного газа и тепла»                        | Плачков, Иван Васильевич                        | министр энергетики Украины |
| «За разработку научных основ, и средств повышения энергетической эффективности и их внедрения в системах управления снабжением и использованием электроэнергии, природного газа и тепла»                        | Врублевский, Анатолий Григорьевич               | первый заместитель министра экономики Украины |
| «За разработку научных основ, и средств повышения энергетической эффективности и их внедрения в системах управления снабжением и использованием электроэнергии, природного газа и тепла»                        | Гинайло, Виктор Алексеевич                      | кандидат технических наук, директор Государственного предприятия Укренергоналадкавимірювання Министерства энергетики Украины                                                             |
| «За разработку научных основ, и средств повышения энергетической эффективности и их внедрения в системах управления снабжением и использованием электроэнергии, природного газа и тепла»                        | Рапцун, Николай Витальевич                      | кандидат технических наук, президент общества с ограниченной ответственностью «Агентство по рациональному использованию энергии и экологии»                                              |
| «За разработку научных основ, и средств повышения энергетической эффективности и их внедрения в системах управления снабжением и использованием электроэнергии, природного газа и тепла»                        | Ковалко, Михаил Петрович                        | кандидат технических наук, председатель Комитета Верховной Рады Украины |
| «За разработку научных основ, и средств повышения энергетической эффективности и их внедрения в системах управления снабжением и использованием электроэнергии, природного газа и тепла»                        | Кириленко, Александр Васильевич                 | член-корреспондент Национальной академии наук Украины, заместитель директора Института электродинамики НАН Украины                                                                       |
| «За разработку научных основ, и средств повышения энергетической эффективности и их внедрения в системах управления снабжением и использованием электроэнергии, природного газа и тепла»                        | Костюковский, Борис Анатольевич                 | научный сотрудник Института общей энергетики НАН Украины |
| «За разработку научных основ, и средств повышения энергетической эффективности и их внедрения в системах управления снабжением и использованием электроэнергии, природного газа и тепла»                        | Гнедой Николай Васильевич                       | кандидат экономических наук, заведующий отделом Института общей энергетики НАН Украины                                                                                                   |
| «За разработку научных основ, и средств повышения энергетической эффективности и их внедрения в системах управления снабжением и использованием электроэнергии, природного газа и тепла»                        | Кулик Михаил Николаевич                         | член-корреспондент Национальной академии наук Украины, директор Института общей энергетики НАН Украины                                                                                   |
| «'За комплекс работ по разработке теоретических и технологических основ, создания износостойких литых сплавов, и производства из них деталей для разных отраслей машиностроение»'                               | Тихонович, Вадим Иванович                       | доктор технических наук, главный научный сотрудник Физико-технологического института металлов, и сплавов, НАН Украины                                                                    |
| «'За комплекс работ по разработке теоретических и технологических основ, создания износостойких литых сплавов, и производства из них деталей для разных отраслей машиностроение»'                               | Марковский, Евгений Адамович                    | доктор технических наук, главный научный сотрудник Физико-технологический институт металлов и сплавов НАН Украины                                                                        |
| «'За комплекс работ по разработке теоретических и технологических основ, создания износостойких литых сплавов, и производства из них деталей для разных отраслей машиностроение»'                               | Кириевский, Борис Абрамович                     | доктор технических наук, заведующий отделом Физико-технологический институт металлов и сплавов НАН Украины                                                                               |
| «'За комплекс работ по разработке теоретических и технологических основ, создания износостойких литых сплавов, и производства из них деталей для разных отраслей машиностроение»'                               | Гаврилюк, Владимир Петрович                     | доктор технических наук, заместитель директора Физико-технологический институт металлов и сплавов НАН Украины                                                                            |
| «'За комплекс работ по разработке теоретических и технологических основ, создания износостойких литых сплавов, и производства из них деталей для разных отраслей машиностроение»'                               | Перелома, Виталий Александрович                 | член-корреспондент Национальной академии наук Украины, главный научный сотрудник Физико-технологический институт металлов и сплавов НАН Украины                                          |
| «'За комплекс работ по разработке теоретических и технологических основ, создания износостойких литых сплавов, и производства из них деталей для разных отраслей машиностроение»'                               | Мухопад, Григорий Васильевич                    | заместитель начальника Управления научно-технической политики и экологии Министерства энергетики Украины                                                                                 |
| «'За комплекс работ по разработке теоретических и технологических основ, создания износостойких литых сплавов, и производства из них деталей для разных отраслей машиностроение»'                               | Семёнюк, Вилен Миронович                        | директор общества с ограниченной ответственностью «Энергетическая консалтинговая группа»                                                                                                 |
| «'За комплекс работ по разработке теоретических и технологических основ, создания износостойких литых сплавов, и производства из них деталей для разных отраслей машиностроение»'                               | Шеленков, Георгий Михайлович                    | кандидат технических наук, начальник лаборатории открытого акционерного общества «Сумское машиностроительное научно-производственное объединение имени М. В. Фрунзе»                     |
| «'За комплекс работ по разработке теоретических и технологических основ, создания износостойких литых сплавов, и производства из них деталей для разных отраслей машиностроение»'                               | Роговой, Евгений Дмитриевич                     | кандидат технических наук, первый заместитель председателя правления открытого акционерного общества «Сумское машиностроительное научно-производственное объединение имени М. В. Фрунзе» |
| «'За комплекс работ по разработке теоретических и технологических основ, создания износостойких литых сплавов, и производства из них деталей для разных отраслей машиностроение»'                               | Костенко, Георгий Дмитриевич                    | кандидат технических наук, заведующий отделом Физико-технологического института металлов и сплавов, НАН Украины                                                                          |
| «'За цикл монографий по методам системного анализа и информационных технологий управление процессами и полями»'                                                                                                 | Романенко, Виктор Демидович                     | доктор технических наук, заместитель директора Института прикладного системного анализа НАН Украины и Министерства образования Украины                                                   |
| «'За цикл монографий по методам системного анализа и информационных технологий управление процессами и полями»'                                                                                                 | Пшеничный, Борис Николаевич                     | академик Национальной академии наук Украины, заведующий отделом Института прикладного системного анализа НАН Украины и Министерства образования Украины                                  |
| «'За цикл монографий по методам системного анализа и информационных технологий управление процессами и полями»'                                                                                                 | Дейнека, Василий Степанович                     | доктор физико-математических наук, ведущий научный сотрудник Института кибернетики имени В. М. Глушкова НАН Украины                                                                      |
| «'За цикл монографий по методам системного анализа и информационных технологий управление процессами и полями»'                                                                                                 | Чикрий, Аркадий Алексеевич                      | член-корреспондент Национальной академии наук Украины, заведующий отделом Института кибернетики имени В. Глушкова НАН Украины                                                            |
| «'За цикл монографий по методам системного анализа и информационных технологий управление процессами и полями»'                                                                                                 | Скопецкий, Василий Васильевич                   | член-корреспондент Национальной академии наук Украины, заведующий отделом Института кибернетики имени В. Глушкова НАН Украины                                                            |
| «'За цикл монографий по методам системного анализа и информационных технологий управление процессами и полями»'                                                                                                 | Шор, Наум Зуселевич                             | академик Национальной академии наук Украины, заведующий отделом Института кибернетики имени В. Глушкова НАН Украины                                                                      |
| «'За цикл монографий по методам системного анализа и информационных технологий управление процессами и полями»'                                                                                                 | Сергиенко, Иван Васильевич                      | академик Национальной академии наук Украины, директор Института кибернетики имени В. Глушкова НАН Украины                                                                                |
| «'За цикл монографий по методам системного анализа и информационных технологий управление процессами и полями»'                                                                                                 | Згуровский, Михаил Захарович                    | академик Национальной академии наук Украины, директор Института прикладного системного анализа НАН Украины и Министерства образования Украины                                            |
| «За серию монографий „Украинская фалеристика и бонистика“» | Куценко, Валентина Николаевна                   | кандидат философских наук, заведующий отделом Администрации Президента Украины |
| «За серию монографий „Украинская фалеристика и бонистика“» | Ющенко, Виктор Андреевич                        | кандидат экономических наук, голова Национального банка Украины |
| «За серию монографий „Украинская фалеристика и бонистика“» | Безгон Игорь Дмитриевич                         | доктор искусствоведения, вице-президент Академии искусств Украины |
| «За серию монографий „Украинская фалеристика и бонистика“» | Дмитриенко, Мария Фёдоровна                     | доктор исторических наук, заведующий отделом Институт истории Украины НАН Украины |
| «За серию монографий „Украинская фалеристика и бонистика“» | Табачник, Дмитрий Владимирович                  | доктор исторических наук, главный научный сотрудник Института политических и этнонациональных исследований НАН Украины, руководитель работы                                              |
| «За серию монографий „Украинская фалеристика и бонистика“» | Литвин, Владимир Михайлович                     | член-корреспондент Национальной академии наук Украины, профессор Киевского национального университета имени Тараса Шевченко                                                              |
| «За серию монографий „Украинская фалеристика и бонистика“» | Курас Иван Фёдорович                            | академик Национальной академии наук Украины, директор Института политических и этнонациональных исследований НАН Украины                                                                 |
| «За серию монографий „Украинская фалеристика и бонистика“» | Яковлева, Лариса Васильевна                     | кандидат исторических наук, директор Центральный государственный архив высших органов, власти и управления Украины                                                                       |
| «За серию монографий „Украинская фалеристика и бонистика“» | Бузало, Виктор Иосифович                        | кандидат исторических наук, заведующий сектором Администрации Президента Украины |
| «За создание научно-промышленного комплекса по производству свинцово-кислотных аккумуляторных батарей» | Васильев, Сергей Владимирович                   | кандидат технических наук, заведующий отделом Института транспортных систем и технологий НАН Украины                                                                                     |
| «За создание научно-промышленного комплекса по производству свинцово-кислотных аккумуляторных батарей» | Привалов, Владимир Николаевич                   | кандидат физико-математических наук, заместитель директора Института транспортных систем и технологий НАН Украины                                                                        |
| «За создание научно-промышленного комплекса по производству свинцово-кислотных аккумуляторных батарей» | Дзензерский, Виктор Александрович               | кандидат физико-математических наук, директор Института транспортных систем и технологий НАН Украины                                                                                     |
| «За создание научно-промышленного комплекса по производству свинцово-кислотных аккумуляторных батарей» | Порошенко, Пётр Алексеевич                      | председатель подкомитета Комитета Верховной Рады Украины |
| «За создание научно-промышленного комплекса по производству свинцово-кислотных аккумуляторных батарей» | Гуляев, Анатолий Юрьевич                        | заведующий лабораторией научно-промышленной корпорации «Иста» |
| «За создание научно-промышленного комплекса по производству свинцово-кислотных аккумуляторных батарей» | Скосарь, Юрий Иванович                          | заместитель начальника управления Научно-промышленной корпорации «Иста» |
| «За создание научно-промышленного комплекса по производству свинцово-кислотных аккумуляторных батарей» | Хилькевич, Виктор Константинович                | исполнительный директор научно-промышленной корпорации «Иста» |
| «За создание научно-промышленного комплекса по производству свинцово-кислотных аккумуляторных батарей» | Касян, Сергей Григорьевич                       | первый вице-президент-начальник управления научно-промышленной корпорации «Иста» |
| «За создание научно-промышленного комплекса по производству свинцово-кислотных аккумуляторных батарей» | Подлубный, Василий Иванович                     | первый вице-президент Научно-промышленной корпорации «Иста» |